# Avez-Vous
Abelardo Henrique Blumenberg, mais conhecido como Avez-Vous ou, como se lê, Avevú (Florianópolis, 13 de julho de 1929 - Florianópolis, 30 de janeiro de 2008) foi um advogado, professor, vereador, sambista e dirigente carnavalesco de Florianópolis. É conhecido por ter sido fundador da Embaixada Copa Lord em 1955, tendo sido ele ter a ideia do nome da escola. Lá, foi dirigente, mestre-sala, diretor de bateria, responsável pela harmonia e compositor. Colaborou também com outras escolas e era respeitado como uma das figuras fundamentais do Carnaval de Florianópolis.

## Carnaval

Fundador da Copa Lord, Avez-Vous, junto com Lô, também ajudou a criar o pavilhão da Escola.

Desfilava em blocos desde os anos 1940, como o Narciso e Dião, o Aí Vem a Marinha e o bloco do Lira. Mesmo depois de começar a participar das escolas, não deixa de participar e contribuir com os blocos e bandas carnavalescas.
Em 1955, Avez-Vous se juntou aos amigos Juventino João Machado, o Nego Quirido, Valdomiro José da Silva, o Lô, e Jorge Costa, o Jorginho, para fundar uma nova escola para combater a apatia da falta de desfiles de escolas que já durava alguns carnavais. Ele ajudou a nomear ao lembrar de uma expressão que ouviu no Rio de Janeiro, onde morava sua irmã: “estar numa copa lord”, que significava “estar numa boa”. Era a origem da Embaixada Copa Lord, que estabeleceu como fundação o desfile do Carnaval daquele ano, onde a escola obteve seu primeiro título. Ele desfilou como mestre-sala.
No ano seguinte, Avez-Vous compôs "Vem forasteiro", o primeiro samba-enredo original da Copa Lord e do carnaval de Florianópolis, levando a escola ao bicampeonato. Além do "Vem forasteiro", compôs vários outros samba-enredo ao longo dos anos, incluindo o samba-hino da Copa Lord, "Quem Vem Lá?", em 1965, junto com Álvaro Fogão. No mesmo ano, introduz também o primeiro carro alegórico nos desfiles de Florianópolis.
Ele foi presidente da escola entre 1955 e 1956, diretor de harmonia e carnavalesco entre 1955 e 1958, entre 1965 e 1968 e entre 1978 e 1982. Apesar de associado a Copa Lord desde o nascimento da escola, Avez-Vous também colaborou com outras agremiações. Na Protegidos da Princesa, foi 1º secretário e diretor de bateria da escola entre 1959 e 1960, e colaborou nos sambas em 1960 e 1965. Na Filhos do Continente, escola atualmente extinta, colaborou em 1965 e entre 1971 e 1975 - período esse em que se afastou da Copa Lord, retornando em 1978.
Passa a ser presidente de honra da Copa Lord a partir de 1990. Em 2005, lançou o livro “Quem vem lá? – A história da Copa Lord”, cujo título é uma referência ao início do Hino da Copa Lord, onde narra os anos de carnaval vividos na Copa Lord até então e alguns personagens desse período.

## Vida pessoal
Seu apelido veio de uma desatenção em uma aula de francês, que era dada por sua tia. Enquanto ela explicava a conjugação dos verbos em francês, Abelardo conversava, e quando a professora percebeu, mandou que ele conjugasse o verbo que ela tinha explicado. Apesar de ajudado por um colega, ele se confundiu no "avez-vous", falou errado, foi mandado pra fora da sala e a brincadeira dos colegas fez desse seu apelido por toda a vida.
Para além do carnaval, era conhecido pela vida boêmia, sendo sempre visto no Mercado Público de Florianópolis, no Ponto Chic e tendo uma mesa reservada no bar do Segundo, onde a Copa Lord foi fundada. Trabalhou nas empresas Meyer S.A. e C.Ramos S.A., era formado em direito pela Universidade Federal de Santa Catarina e foi professor na Academia do Comércio. Foi vereador de Florianópolis por um mandato, entre 1967 e 1970. Era casado com Dirce Maria Blumenberg e teve dois filhos, Jacqueline e Lucylene.

## Morte
Faleceu aos 79 anos após um acidente em 30 de janeiro de 2008 próximo a Passarela Nego Quirido, quando tentava atravessar a avenida Gustavo Richard, em frente ao CentroSul. Ele caminhava para ver os carros alegóricos da Copa Lord, que iria desfilar três dias depois no Carnaval de 2008, que acabou vencido por ela. Como acontece com todas as figuras lendárias do carnaval florianopolitano, um boneco do Berbigão do Boca foi feito no ano seguinte em homenagem a ele.

## Obras
- Quem vem lá? – A história da Copa Lord (2005)